# Francesc Xavier Mora Baron
Pour les articles homonymes, voir Mora et Baron.
Francesc Xavier Mora Baron est un homme politique andorran, né en Andorre.
Il est membre du Parti social-démocrate.
Il est conseiller général de la principauté d'Andorre du 5 janvier 1994 au 16 février 1997.
Il est maire de la paroisse d'Andorre-la-Vieille de 2003 à 2007. En décembre 2007 il est remplacé par Maria Rosa Ferrer Obiols.